# Tomoko
Tomoko ist ein weiblicher japanischer Vorname.

## Bekannte Namensträger
- Tomoko Abe (* 1948), japanische Politikerin
- Tomoko Akane (* 1956), japanische Juristin, Hochschullehrerin und Richterin am Internationalen Strafgerichtshof
- Tomoko Amemiya, japanische Skeletonpilotin
- Tomoko Igata (* 1965), japanische Motorradrennfahrerin
- Tomoko Kawase (* 1975), japanische Musikerin und Sängerin
- Tomoko Ninomiya (* 1969), japanische Manga-Zeichnerin
- Tomoko Ohta (* 1933), japanische Molekularbiologin
- Tomoko Tajima (* um 1935), japanische Badmintonspielerin
- Tomoko Takahashi (* um 1945), japanische Badmintonspielerin
- Tomoko Sawada (* 1977), japanische Fotografin
- Tomoko Yoshida (* 1934), japanische Schriftstellerin